# Lentersheim (Adelsgeschlecht)

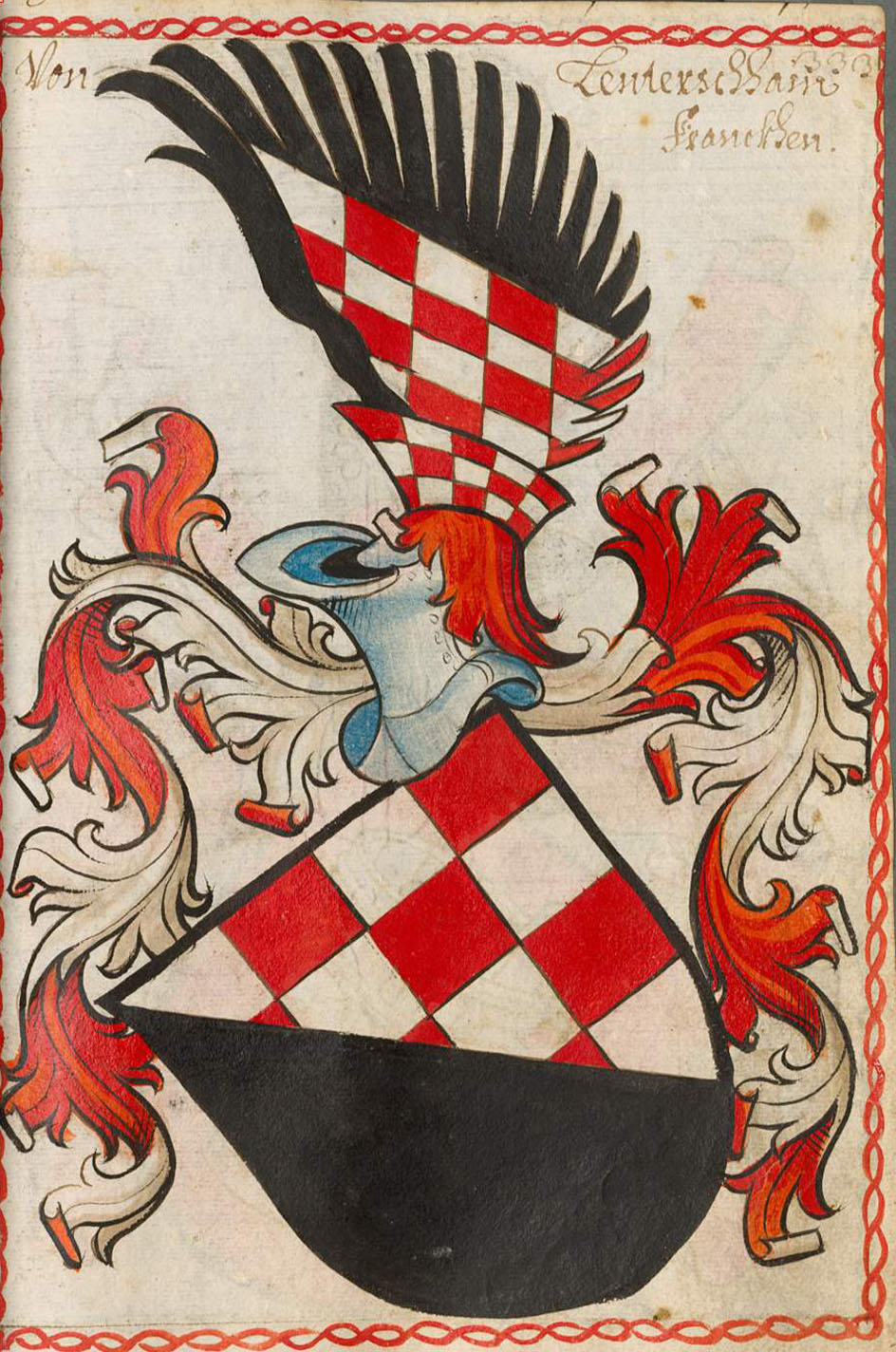
Das Wappen der Familie Lentersheim in Scheiblers Wappenbuch

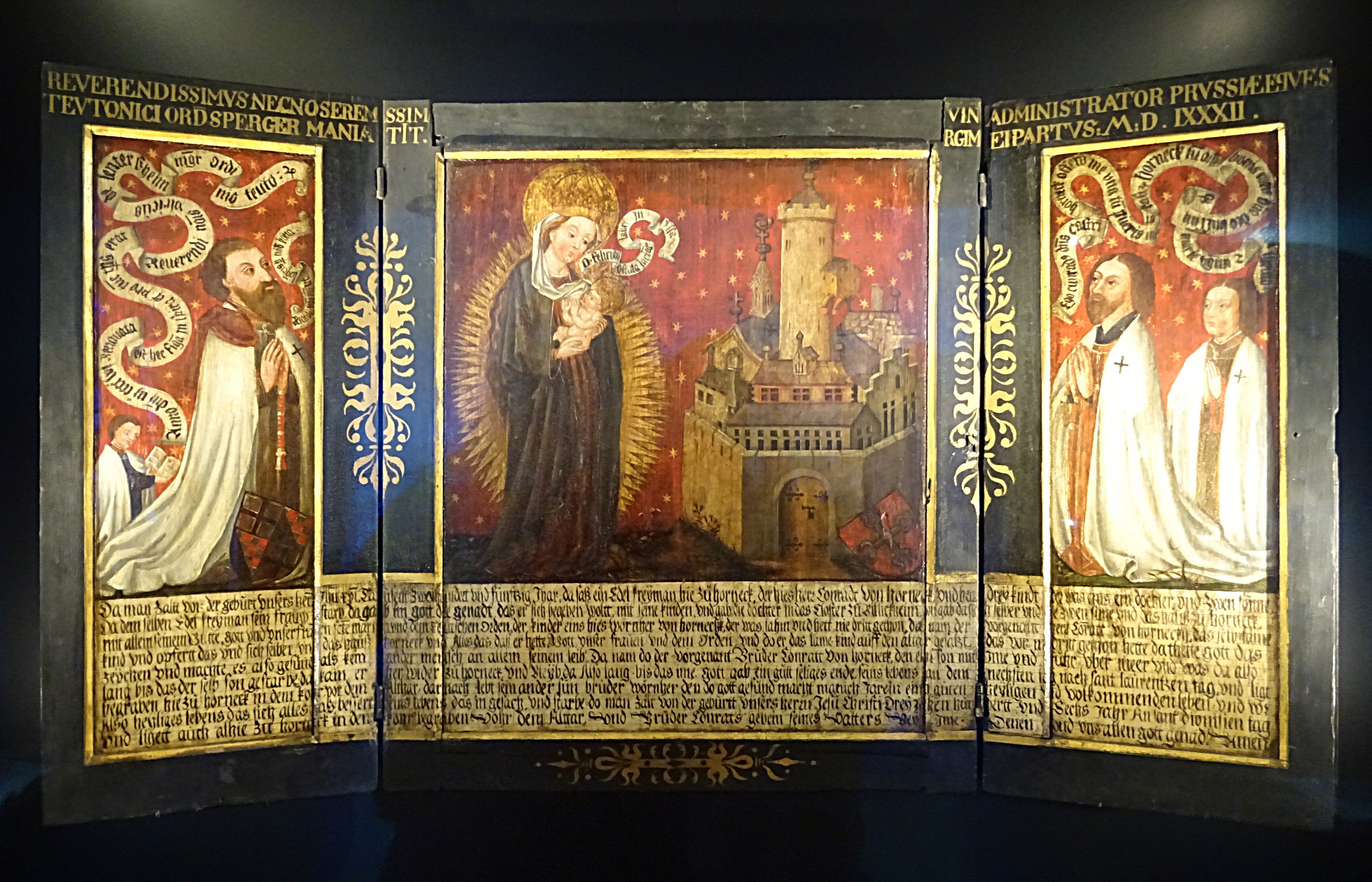
Ulrich von Lentersheim auf dem Hornecker Altarbild

Die Familie von Lentersheim, auch Lendersheim, war ein fränkisch-schwäbisches Adelsgeschlecht.

## Geschichte
Die Schilderung folgt O. Rohn, Die Herren von Lentersheim im Mittelalter:
Namensgebender Stammsitz ist Lentersheim, heute eingemeindet nach Ehingen. Die Stammburg stand vermutlich auf dem Schlößleinsbuck, dem östlichen Vorberg des Hesselbergs, wo sich ein Turmhügel in einer Wallanlage frühfränkischer Zeit erhalten hat. Die frühesten Nachrichten über einzelne Geschlechtsangehörige aus dem 10./11. Jahrhundert sind dem Sagenbereich zuzuordnen. Im 12. Jahrhundert erscheint, geschichtlich nachweisbar, Margaretha von Lentersheim als Gattin des Burckhard von Seinsheim. Um 1200 wurde mit Juta eine weitere Frau aus dem Geschlecht genannt; sie besaß ein Gut in Lentersheim. Eine Urkunde von 1282 weist das Adelsgeschlecht als Ministerialen der Grafen von Oettingen aus. Als Stammvater wird Conrad von Lentersheim betrachtet († um 1260); vom 5. Kreuzzug und von Feldzügen in Italien zurückgekehrt, soll er sein Schloss Lentersheim völlig zerstört vorgefunden haben und sich eine neue Burg in Neuenmuhr erbaut haben. Mit Belegen, die in den letzten zwei Jahrzehnten des 13. Jahrhunderts einsetzen, verdichten sich die Nachrichten über die Niederadelsfamilie, wenngleich die genealogischen Zusammenhänge oftmals unklar bleiben. So werden unter anderem für das Mittelalter genannt:
- Heinrich von Lentersheim, Eichstätter Kanoniker (1270 und 1275 genannt),
- die Brüder Conrad und Friedrich von Lentersheim (sie treten ab 1271 mehrmals gemeinsam als Urkundenzeugen auf),
- der Ansbacher Vikar Konrad von Lentersheim (4. Mai 1325)[1]
- Konrad, Pfarrer zu Cronheim („Creygenheim“) Konrad von Lentersheim, beide Vikare des Stifts Ansbach Kaufen von Hartwig genannt Iring von Randersacker und seiner Frau einen Weinberg zu Randersacker.
- Anna von Lentersheim, ihre Töchter Agnes und die Jungfrau Irmgard von Lentersheim und ihre Schwiegersöhne, die Brüder Rudolf und Raban von Gundolzheim (1326),[2]
- die Brüder Craft, Ulrich und Conrad von Lentersheim (14. Jahrhundert),
- Ritter Crafft von Lentersheim verzichtet auf einen Weiher der zwischen Dürrnhof und Merkendorf lag (1347),[3]
- Konrad von Lentersheim und Kunz von Lentersheim, sein Vetter, besitzen 1350 je ein Viertel der Burg Wald[4]
- Craft von Lentersheim († 1359), Rat und Diener am Hof Kaiser Karls IV.,
- Hedwig von Lentersheim, ab 1374 Äbtissin von Kloster Zimmern,
- Schenkungsbrief des Cunradus de Lentersheym und seiner Frau Agnes zum Seelenheil von Cunradi Pfefferpalk und Friderici de Mur zu Gunsten das Klosters Heilsbronn (1387),[5]
- Lehenrevers des Konrad von Lentersheim gegen Abt Siegfried II. von Ellwangen und seine Tochter Kunigunde, Ehefrau des Hans von Vellberg (27. Juli 1403),[6]
- Craft von Lentersheim zu Neuenmuhr, Trendel und Berolzheim († 24. Oktober 1412; Grabplatte in der Kirche „Zum grauen Kloster“ zu Berlin); er ließ ein Gült- und Salregister der Familiengüter anfertigen, das jahrhundertelang von Nutzen war; auch nahm er im Gefolge des Nürnberger Burggrafen Friedrich VI. an mehreren Feldzügen teil;
- dessen Sohn Ulrich von Lentersheim[7] († 1481), Deutschordensritter, von 1448 bis 1455 Landkomtur der Deutschordensballei Franken in Ellingen, und von 1455 bis 1479 Deutschmeister auf Burg Horneck,
- Sigmund von Lentersheim († 1460; Gedenktafel in der Schwanenritterkapelle in St. Gumbertus in Ansbach),
- Elisabeth von Lentersheim, ab 1424 Äbtissin des Klosters Zimmern.
- um 1495: Fr. v. Lentersheim, Landeshauptmann (um 1553) und Hofmarschall in Neustadt an der Aisch, Bruder eines Eichstätter Domherrn[8]
- 1518 Veit von Lentersheim sollte die Burg Wald wieder zu Lehen bekommen
- 1610 verliehen die Markgrafen von Brandenburg-Ansbach die Burg Wald, heute Schloss Falkenhausen, an die Herren von Lentersheim, lösten sie 1617 aber wieder ein.

Aufgrund ihrer Besitzungen (hauptsächlich oettingsche und ansbachische Lehen) war die Familie im Ritterkanton Altmühl organisiert. Familienmitglieder gab es nicht nur im Dienste von Territorialherren, besonders der hohenzollerischen Burg- und Markgrafen, sondern auch in geistlichen Stiften, in Domkapiteln und im Deutschen Orden. 1799 starb das Geschlecht im Mannesstamm aus.

## Wappen
Blasonierung des Wappens gemäß Scheiblers Wappenbuch: Schrägrechtsgeteilt, oben silbern-rot in drei Reihen geschacht, unten schwarz. Helmzier ein flacher Hut, darauf ein wie der Schild tingierter geschlossener Flug. Helmdecken rot-silbern.

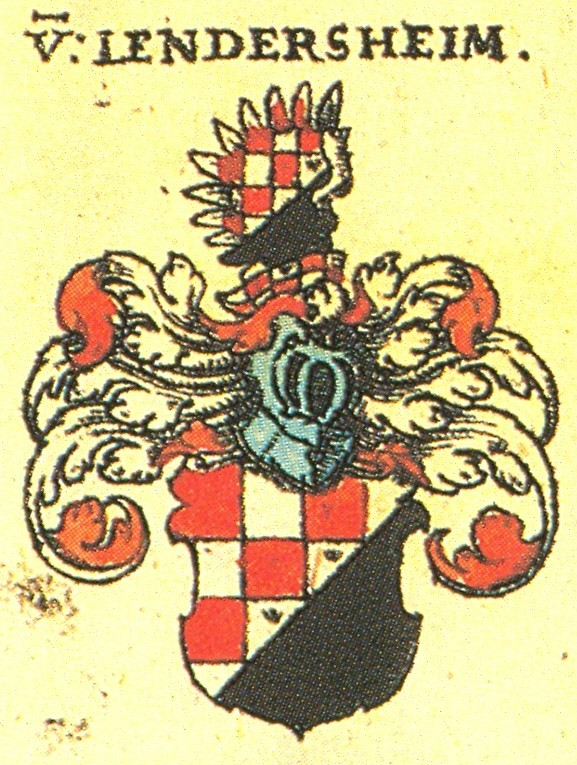
Das Wappen (spiegelverkehrt) in Siebmachers Wappenbuch
Elemente im Gemeindewappen von Ehingen

## Archiv
- Lentersheimsches Archiv, Schloss Rammersdorf der Freiherren von Eyb (jetzt als Depot im Staatsarchiv Nürnberg)